# Росіяни Молдови
Росіяни в Молдові — одна з найбільших національних меншин сучасної Молдови. За результатами перепису населення 2014 росіяни складали 4,1 % населення республіки і були п'ятою за чисельністю національністю в країні. Значна частина російської молоді Молдови — діти від міжетнічних шлюбів (як правило, між росіянами та молдаванами). Висока частка міжетнічних шлюбів у росіян Молдавії характерна для радянського періоду. З здобуттям незалежності в Молдавії молодь, що ідентифікує себе як росіяни, стала ще частіше одружуватися з молдаванами.

## Чисельність
За підсумками перепису населення 1989 в Молдавській РСР проживало близько 600 тисяч росіян. У 2004 році були проведені переписи населення Молдови та Придністров'я, які виявили різке скорочення числа росіян та російськомовних на раніше єдиній території Молдови. У Молдові (без урахування Придністров'я) було зафіксовано 201 тисячу росіян, у Придністров'ї — 165 тисяч; таким чином, за 15 років російське населення загалом зменшилося приблизно на 40 % (з майже 600 тисяч до 366 тисяч).

## Чисельність росіян по районам за підсумками перепису 2014р
| Назва                                      | Молдавска назва                        | Мапа   | Усього населення, осіб | Росіяни, осіб |
| ------------------------------------------ | -------------------------------------- | ------ | ---------------------- | ------------- |
| Муніципій Кишинів                          | Municipiul Chișinău                    |        | 469402                 | 42174         |
| Муниципий Бєльці                           | Municipiul Bălți                       |        | 102457                 | 15150         |
| Бессарабський район                        | Raionul Basarabeasca                   |        | 23012                  | 1919          |
| Бричанський район                          | Raionul Briceni                        |        | 70029                  | 1624          |
| Глоденський район                          | Raionul Glodeni                        |        | 51306                  | 1138          |
| Дондушенський район                        | Raionul Dondușeni                      |        | 37856                  | 2010          |
| Дрокійський район                          | Raionul Drochia                        |        | 74443                  | 1178          |
| Дубесарський район                         | Raionul Dubăsari                       |        | 29271                  | 275           |
| Єдинецький район                           | Raionul Edineț                         |        | 71849                  | 3832          |
| Кагульский район                           | Raionul Cahul                          |        | 105324                 | 4626          |
| Калараський район                          | Raionul Călărași                       |        | 64401                  | 531           |
| Кантемірський район                        | Raionul Cantemir                       |        | 52115                  | 545           |
| Каушенський район                          | Raionul Căușeni                        |        | 81185                  | 2762          |
| Кріуленський район                         | Raionul Criuleni                       |        | 70648                  | 746           |
| Леовський район                            | Raionul Leova                          |        | 44702                  | 735           |
| Ніспоренський район                        | Raionul Nisporeni                      |        | 53154                  | 173           |
| Аненій-Нойський район                      | Raionul Anenii Noi                     |        | 78996                  | 3515          |
| Окницький район                            | Raionul Ocnița                         |        | 47425                  | 2024          |
| Оргіївський район                          | Raionul Orhei                          |        | 101502                 | 1297          |
| Резинський район                           | Raionul Rezina                         |        | 42486                  | 604           |
| Ришканський район                          | Raionul Rîșcan                         |        | 59226                  | 1523          |
| Сороцький район                            | Raionul Soroca                         |        | 77656                  | 1470          |
| Страшенський район                         | Raionul Strășeni                       |        | 82675                  | 859           |
| Синжерейський район                        | Raionul Sîngerei                       |        | 79814                  | 2472          |
| Тараклійський район                        | Raionul Taraclia                       |        | 37357                  | 1685          |
| Теленештський район                        | Raionul Telenești                      |        | 61144                  | 303           |
| Унгенський район                           | Raionul Ungheni                        |        | 101064                 | 1695          |
| Фалештський район                          | Raionul Fălești                        |        | 78258                  | 1984          |
| Флорештський район                         | Raionul Florești                       |        | 76457                  | 3331          |
| Гинчештський район                         | Raionul Hîncești                       |        | 103784                 | 1065          |
| Чимишлійський район                        | Raionul Cimișlia                       |        | 49299                  | 1797          |
| Шолданештський район                       | Raionul Șoldănești                     |        | 36743                  | 261           |
| Штефан-Водський район                      | Raionul Ștefan-Vodă                    |        | 62072                  | 1310          |
| Яловенський район                          | Raionul Ialoveni                       |        | 93154                  | 769           |
| Автономне територіальне утворення Гагаузія | Unitatea Teritorială Autonomă Găgăuzia |        | 134535                 | 4344          |
| Всього                                     | Всього                                 | Всього | 2804801                | 111726        |

## Історія
Російське населення з'явилося біля Бесарабії у XVI столітті під час переселення сюди російських старообрядців. Переселялися в Бессарабію і кріпаки-утікачі, бунтівники, переселенці, що приходили з російськими військами під час Російсько-турецьких воєн. На початку XIX століття росіяни становили всього близько 1 % населення краю. Активізувалися міграційні процеси після анексії Бессарабії Росією в 1812 році.
Відповідно до перепису 1897 року «47,6 % жителів Бессарабії були молдаванами, 19,6 — українцями, 8 — росіянами». 37,2 % містян складали євреї, 24,4 — росіяни, 15,8 — українці, 14,2 — молдавани. На думку деяких вчених, чисельність росіян у Бессарабії була завищена і становила менше ніж 8,1 % (155,7 тис.), оскільки до росіян було зараховано й частину українців та білорусів. За розрахунками В. Зеленчука, чисельність росіян дорівнювала 123,1 тис. осіб. І. В. Тютюн наводить цифру в 100 тис. осіб. Перепис 1897 також свідчить, що росіяни відігравали помітну роль у сферах, пов'язаних з діяльністю державної адміністрації, суду, поліції, юридичної, громадської та станової служби, де вони становили понад 60 %. У Придністров'ї, що належало до Херсонської губернії, росіяни налічували 16,9 % (40,7 тис. осіб), їх у містах жили 40 %, у Тирасполі жили 14 тис. росіян. У порівнянні з Бессарабією, в Придністров'ї більша кількість росіян була зайнята сільськогосподарською, ніж розумовою працею.
За румунським переписом 1930 року росіяни в Бессарабії складали 351,9 тис. осіб (12,3 %) і були другою після молдаван національністю в краї. 28,3 % росіян жили у містах. Деякі дослідники зазначають, що чисельність російського населення була завищена за рахунок українців та не перевищувала 200 тис. осіб. На момент утворення Молдавської РСР росіяни на правобережжі Дністра становили 150,3 тисяч, а на лівобережжі, де раніше була Молдавська АРСР — 38 тис. осіб.
У період 1959 -1989 рр. чисельність російського населення Молдавської РСР зросла з 10,2 % до 13,8 %. Переважна більшість росіян жили у містах, де вони становили 26,4 % (1989), у сільській місцевості кількість росіян було 3,4 % (1989). Це було зумовлено, зокрема, позитивним сальдо міграції з інших регіонів СРСР, оскільки умови життя в Молдавії були привабливими для переселенців. Зайнятість більшості росіян у провідних сферах промисловості, освіти, науки, культури гарантувала достатній матеріальний рівень життя та сприяла формуванню почуття соціальної комфортності. Однак до кінця 1980-х років намітилася тенденція здачі російськими позицій у найважливіших сферах діяльності республіки, проте вони все ще займали стабільну соціально-професійну нішу. На тлі цього психологічний шок, випробуваний російськими напередодні і після розвалу СРСР, пов'язаний з різкою зміною ставлення до них з боку молдаван та загрозою зниження соціального статусу, виявився навіть сильнішим, ніж, наприклад, у Балтійських країнах.
Наприкінці 1980-х молдавські націонал-радикали, особливо уніоністи (прихильники приєднання Молдови до Румунії) стали активно боротися за відродження національної культури і мови, що відбивалося на росіянах і представниках інших національних спільнот, що проживали в республіці. Державна політика стосовно росіян у перші роки незалежності була порівняно жорсткою. З Молдови почався відтік її російськомовних громадян, які втрачали роботу через незнання молдавської мови. Але вже 1994 року розпочалася лібералізація мовного режиму, тиск на населення нетитульної нації пішов на спад, національно-мовна напруга почало згасати, проте в середині 1997 року вона спалахнула знову. Тоді уряд Молдавії представив до парламенту низку проектів, спрямованих на посилення мовної політики.
У 2001 році після парламентських виборів до влади прийшли комуністи, чиї передвиборні гасла про надання російській мові статусу державної знайшли відгук у значних верств населення. Однак комуністи не виконали своєї програми.

## Сучасне становище
Ситуація у росіян у правобережній Молдавії та Придністров'ї суттєво відрізняється. У ПМР росіяни практично не відчувають національного дискомфорту, їх соціальний статус практично не змінився. Однак у Правобережній Молдові політика держави щодо представників нетитульних національностей була жорсткою. За результатами опитування 1996 року, 79 % російських городян Правобережжя вважали, що за зайнятті престижних і високооплачуваних посад молдавани і румуни мають явні переваги. Серед російських кишинівців 84 % респондентів вважали, що при вступі до вузів виникає аналогічна ситуація. З середини 1990-х років, у міру становлення державності в Молдавії, жорсткий тиск на російське населення послабшав. У 2002 році Конституційний суд Молдавії скасував рішення парламенту про використання російської мови нарівні з молдавською як державну в офіційних документах. У той же час російська мова зберегла статус мови міжнаціонального спілкування в Молдові та набула статусу офіційної мови в Придністров'ї.
Створення невизнаної Придністровської Молдавської Республіки може розглядатися як результат сепаратизму російськомовного населення. У той же час російські Придністров'я активно підтримували консолідацію росіян на решті території Молдови, а ПМР стала районом внутрішньої еміграції в Молдові.
Для росіян у Правобережній Молдавії та Придністров'ї характерні різні типи ідентичності. У Правобережній Молдові представлена національна ідентичність з вираженим комплексом неповноцінності, оскільки їм давали відчути, що вони зайві громадяни. У ПМР є «розмита» ідентичність росіян, тісно пов'язаних з українцями; часто люди не можуть визначити, чи вони росіяни чи українці. Російські та українські традиції важкороздільні і вже міцно увійшли до повсякденного побуту.

## Інфраструктура
У Молдові працюють російські школи та ліцеї, є невелика кількість російських груп у вишах. З 1989 число російських шкіл у Молдавії (без урахування Придністров'я) до початку XXI століття скоротилося з 301 до 260. У Молдові російська мова широко поширена у друкованих та електронних ЗМІ. Також працює Російський драматичний театр ім. А. П. Чехова, Театр-студія «З вулиці Роз» та Кишинівська міська російська бібліотека ім. М. Ст. Ломоносова.
З квітня 2001 року Координаційна рада російських громад Республіки Молдова почала видавати газету «Русское слово», а Союз російських громад Придністров'я — «Русский Рубеж». У 2004 році в Молдавії транслювалися також програми РТР — по 42 ефірним, кабельним та ефірно-кабельним мережам у 24 містах країни.

## Організації
До кінця 2010 року росіяни мають у Молдові розвинену діаспоральну структуру. У сучасній Правобережній Молдові найбільш масовою та активною суспільною структурою, що виражає інтереси росіян та російськомовних громадян, є Координаційна рада російських співвітчизників у Республіці Молдова, основою якого виступають Російська громада, Центр російської культури в Республіці Молдова, Рух «Російська духовна єдність», Бельцька російська громада, Молдавське товариство викладачів російської мови та літератури, Асоціація викладачів російських навчальних закладів. Всього до Координаційної ради входить 41 організація, у тому числі «Гагауз-єрі»). Крім того, у його заходах виявляє активність Товариство російських художників Республіки Молдова «М-АРТ», Центр Російської культури РМ. Ці організації займаються, переважно, як просвітницької діяльністю, а й значну політичну активність. Так, в активі Координаційної Ради — понад 106 депутатів республіканської (депутати Парламенту) та місцевого рівнів (члени столичної та багатьох міських та сільських муніципальних рад). Центр російської культури має свій друкований орган:
- Газета «Русское слово» (засновники: Центр російської культури та Бєльцька російська громада);
- Альманах «Російський Альбом»[14].
- інтернет портал www.russkie.md

Однією з найбільших організацій, що представляють інтереси російськомовних жителів Молдови, є Російська громада Республіки Молдова. Громада створена у 1993 році. Нині Російська громада РМ численна організація республіки. До її складу входять 26 філій, у тому числі з 26 районів та 17 сіл, а також на правах асоційованих членів 2 громади (в мун. Бєльці та р. Дрокія). Громада є членом республіканської Громадської ради Молдови.
Іншим масовим об'єднанням росіян є Конгрес російських громад, з яким співпрацює поліетнічний рух Громадсько-політичний рух «Равноправие», В рамках Конгресу російських громад працюють також Асоціація російських письменників Молдови, Союз майстрів мистецтв Молдови, Російський інтелектуальний центр, Гільдія російських підприємців.
У Молдавії виходять журнали «Русское поле» та «Наше поколение».
З 2001 року у Молдавії функціонує громадська організація «Лига русской молодёжи Республики Молдова». Вона займається захистом прав російськомовної молоді республіки, і навіть прагне збереження російської культури у Молдавії.
У Молдавії проживає близько 5 тисяч старообрядців, інтереси яких представляє громадське об'єднання «Русское духовное единство».

## Міжнаціональні шлюби
З 1970 по 2003 роки відбулося різке збільшення частки міжетнічних шлюбів у росіян Молдови: в 1970 їх було 55 % від загальної кількості укладених протягом року шлюбних союзів за участю росіян, а в 2003 — вже 74 %. У 2003 році російські чоловіки одружувалися переважно з молдаванками (43 %), рідше одружувалися з росіянками (26 %), ще рідше з українками (20 %), і дуже рідко з гагаузками (4 %) і болгарками (3 %). У 1970 році ці показники становили відповідно: 25 %, 43 %, 24 %, 2 %, 2 %. Росіянки в Молдавії в 2003 році також найчастіше одружувалися з молдаванами (42 %), росіянами (26 %), українцями (19 %), і зрідка з гагаузами (4 %) та болгарами (2 %). В 1970 ці показники становили відповідно: 21 %, 46 %, 24 %, 1 %, 2 %.